# 义芳
义芳（1974年10月—），女，瑶族，广西富川人，中华人民共和国政治人物。现任广西壮族自治区高级人民法院副院长，农工党广西壮族自治区委副主委。第十四届全国政协委员。